# Skottsäkerhet
Skottsäkerhet avser kulavstötande eller kulbromsande effekt vid beskjutning av kulammunition från handeldvapen. Begreppet appliceras främst hos pansarskydd avsett mot sådana ballistiska hot. 
Beroende på skjutavstånd, kaliber, kulans anslagshastighet och det skyddande materialets kvalitet uppnår man större eller mindre grad av skydd. En tillämpning är skottsäkra västar där det finns många olika sorters kulavstötande material, till exempel kevlar. En annan tillämpning är bilrutor av skottsäkert glas.

## Skyddsgrader
Det finns olika skyddsgrader av skottsäkerhet beroende på det kulavstötande materialet. Låg skyddsgrad avses mot låghastighetskulor från till exempel pistolammunition, medan hög skyddsgrad avses mot höghastighetskulor från gevärsammunition, etc. Kommersiellt brukar skyddsgrader ha ett förhållande till vikt och kostnad, varav lägre skyddsnivåer förekommer som tillfredsställare.
Lägre skyddsgrader av ballistiskt skydd finns även, kallat 'splitterskydd', vilket har splitteravstötande eller splitterbromsande effekt men ej förmåga att motstå kulor.